# Guui-dong
Guui-dong (koreanska: 구의동) är en stadsdel i Sydkoreas huvudstad Seoul. Den ligger på norra sidan Hanfloden i stadsdistriktet Gwangjin-gu.

## Indelning
Administrativt är Guui-dong indelat i:
| Namn    | Namn             | Yta km² | Invånare 31 dec 2020 |
| ------- | ---------------- | ------- | -------------------- |
| 구의1동 | Guui 1(il)-dong  | 0,56    | 22 700               |
| 구의2동 | Guui 2(i)-dong   | 1,39    | 27 444               |
| 구의3동 | Guui 3(sam)-dong | 1,02    | 29 588               |